# Manon van Raay
Manon van Raay (Woerden, 16 juli 2003) is een Nederlands voetbalspeelster. Ze komt als middenvelder uit voor Oud-Heverlee Leuven in de Super League.

## Clubcarrière
Van Raay werd geboren in Woerden en groeide op in Oudewater. Aldaar begon ze met voetballen bij VV UNIO/FC Oudewater. Op veertienjarige leeftijd maakte Van Raay de overstap naar de jeugdopleiding van ADO Den Haag, waar ze alle jeugdselectie doorloopt voordat ze wordt overgeheveld naar de eerste selectie. In het seizoen 2020/21 valt ze in december voor het eerst in in de wedstrijd tegen Excelsior, en dat seizoen speelt ze ook in het bekertoernooi en de Eredivisie Cup. In het bekertoernooi weet ze met ADO Den Haag de finale te halen die echter verloren ging tegen PSV. In het seizoen 2020/21 tekende Van Raay ook haar eerste profcontract in de Hofstad. In 2024 verlengde ze voor de laatste keer haar contract in de Hofstad.In het seizoen 2024/25 onderging Van Raay een positiewisseling. Mede door een zware knieblessure bij medespeelster Victoria Boerboom werd ze als rechtsbuiten geposteerd. Op 22 maart 2025 speelde Van Raay in een thuiswedstrijd tegen Telstar haar honderdste wedstrijd voor ADO Den Haag. Na afloop van de laatste wedstrijd van het seizoen 2024/25 tegen Fortuna Sittard nam Van Raay afscheid van de club uit de Hofstad. Ze besloot een nieuwe uitdaging aan te gaan bij Belgisch landskampioen Oud-Heverlee Leuven.

## Statistieken
| Seizoen | Club         | Land      | Competitie         | Wedstrijden | Doelpunten |
| ------- | ------------ | --------- | ------------------ | ----------- | ---------- |
| 2020/21 | ADO Den Haag | Nederland | Vrouwen Eredivisie | 6           | 1          |
| 2021/22 | ADO Den Haag | Nederland | Vrouwen Eredivisie | 10          | 0          |
| 2022/23 | ADO Den Haag | Nederland | Vrouwen Eredivisie | 16          | 2          |
| 2023/24 | ADO Den Haag | Nederland | Vrouwen Eredivisie | 22          | 2          |
| 2024/25 | ADO Den Haag | Nederland | Vrouwen Eredivisie | 22          | 7          |
| Totaal  | Totaal       | Totaal    | Totaal             | 76          | 12         |

Laatste update: 18 juni 2025

## Interlandcarrière
In 2021 werd Van Raay voor het eerst geselecteerd voor Nederland -19. Een debuut bleef, mede door de coronapandemie, uit voor de Nederlandse jeugdselectie.